# Bongo (cuento)
Bongo también conocido como El osito Bongo es una fábula escrita por el autor Sinclair Lewis sobre un oso que escapa del circo para vivir la vida silvestre. El cuento fue publicado por primera vez en un número de la revista Cosmopolitan.

## Trama
Bongo es un osezno, estrella de un circo, que a pesar de sus éxitos no está contento con la vida que lleva. Es capaz de hacer malabares en el trapecio y la cuerda floja, pero es maltratado por su amo y vive en una estrecha jaula. Durante sus desplazamientos en tren recuerda su naturaleza salvaje y el sabor de la libertad. Tras sacudir los barrotes de la jaula, logra huir en su monociclo y se escapa a un bosque. Allí se encuentra con varios animales silvestres, a los cuales trata de imitar, entre ellos a dos ardillas que trepan a un árbol. Bongo disfruta de su libertad y descansa en un prado de margaritas, admirando el paisaje. Camina por la montaña y se queda con los animales hasta la noche. Pero mientras otros duermen, Bongo sufre las inquietantes apariciones de una oruga, un ciempiés, un coyote y los mosquitos de una tormenta con rayos y truenos. Se lleva un gran susto al despertar, pues advierte que está al borde de un precipicio. Hambriento, trata en vano de pescar. Su torpeza hace reír a osezna llamada Lulubelle, de quien se enamora. Bongo y ella componen un ballet romántico. En una nube de color rosa, dos ángeles ayudan a la pareja a comenzar un romance. Un oso enorme, está enojado con Bongo, a quien aferra y golpea. Lulubelle interviene, le llama para darle un beso, pero en cambio le da una bofetada. Herido por este gesto, Bongo se distancia. Por su parte, el oso piensa que ella lo ama, y Bongo parte en su monociclo a través del bosque. Una canción y un baile entre osos, sin embargo, le hacen recordar que los osos dan una bofetada para declarar su amor. Al enterarse de las costumbres de los osos salvajes, regresa con Lulubelle y pelea por ella. Con su monociclo ataca y se defiende. Caen desde lo alto del precipicio al agua, y continuar su lucha en un tronco flotando una cascada. A diferencia de su oponente, Bongo se las arregla para no ser arrastrado por la corriente. Por último se une a Lulubelle entre las copas de los árboles.

## Adaptaciones
En 1947 Walt Disney hizo un mediometraje para su novena película (Fun and fancy free).
- Datos: Q15409448